# 托雷斯托雷斯

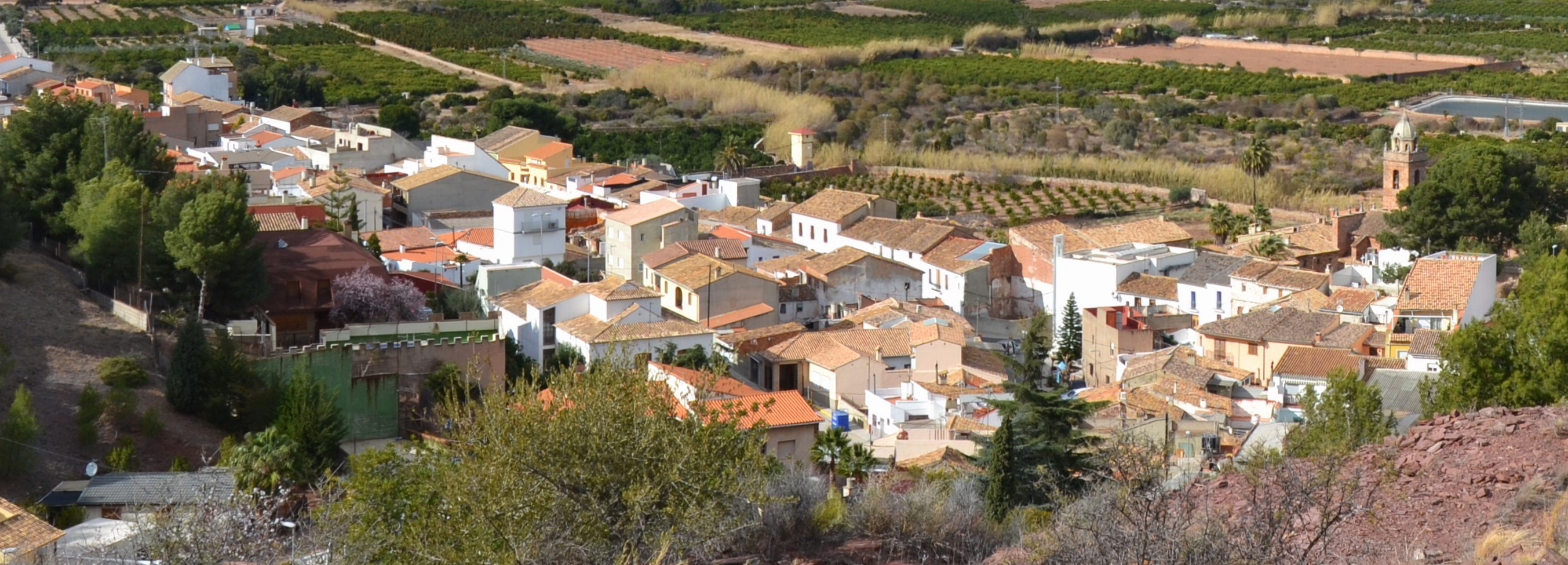

托雷斯托雷斯，是西班牙巴伦西亚自治区巴伦西亚省的一个市镇。总面积12平方公里，总人口443人（2001年），人口密度37人/平方公里。